# Summer Wishes, Winter Dreams
Pour plus de détails, voir Fiche technique et Distribution.
Summer Wishes, Winter Dreams est un film américain réalisé par Gilbert Cates, sorti en 1973.

## Synopsis
Rita Walden, une femme au foyer new-yorkaise dans la quarantaine, est au bord de la dépression. Sujette aux cauchemars, elle est irritable et rêve avec regrets aux jours heureux de son enfance sur la ferme familiale. Dans son esprit, elle a fait une grave erreur quand elle a épousé Harry, son mari optométriste, alors qu'elle aurait dû devenir la femme du garçon de ferme pour qui elle avait le béguin à 12 ans. 
Déçue de sa vie, en dépit du luxe qui l'entoure, elle multiplie les disputes avec sa mère, sa sœur Betty et sa fille adulte, Anna, qui aurait pourtant besoin de conseils pour régler ses propres problèmes. Rita est aussi en conflit avec son fils Bobby, à qui elle reproche son orientation homosexuelle. 
Après la mort soudaine de sa mère, Rita, embourbée dans les paperasses de la succession, doit en outre affronter la famille qui souhaite vendre la ferme qu'elle avait l'intention de transmettre à Bobby. Harry pense que des vacances en Europe aideraient Rita à prendre du recul et lui fait miroiter la possibilité de rendre visite à Bobby qui vit maintenant à Amsterdam. Bien que Rita demeure tendue et subisse des crises nerveuses au début du voyage, son équilibre se stabilise peu à peu grâce à son mari bienveillant qui, de son côté, revient pour la première fois à Bastogne depuis les combats de la Seconde Guerre mondiale.

## Fiche technique
- Titre : Summer Wishes, Winter Dreams
- Réalisation : Gilbert Cates
- Scénario : Stewart Stern
- Production : Jack Brodsky, Gilbert Cates et Phil Feldman
- Musique : Johnny Mandel
- Photographie : Gerald Hirschfeld
- Montage : Sidney Katz
- Direction artistique : Peter Dohanos
- Costumes : Anna Hill Johnstone
- Pays de production : États-Unis
- Format : Couleurs - Mono
- Genre : Drame
- Durée : 93 minutes
- Date de sortie : États-Unis : 21 octobre 1973

## Distribution
- Joanne Woodward : Rita Walden
- Martin Balsam : Harry Walden
- Sylvia Sidney : Mrs. Pritchett
- Tresa Hughes : Betty Goody
- Dori Brenner : Anna
- Ron Richards : Bobby Walden
- Win Forman : Fred Goody
- Peter Marklin : Joel
- Nancy Andrews : Voix de Mrs. Pat Hungerford
- Minerva Pious : Femme au théâtre
- Sol Frieder : Homme au théâtre
- Helen Ludlam : Grand-mère de Rita
- Grant Code : Grand-père de Rita
- Gaetano Lisi : Étudiant au théâtre
- Lee Jackson : Lee Hurlcutt
- Dennis Wayne : Ami de Bobby